# Seyfried Schweppermann

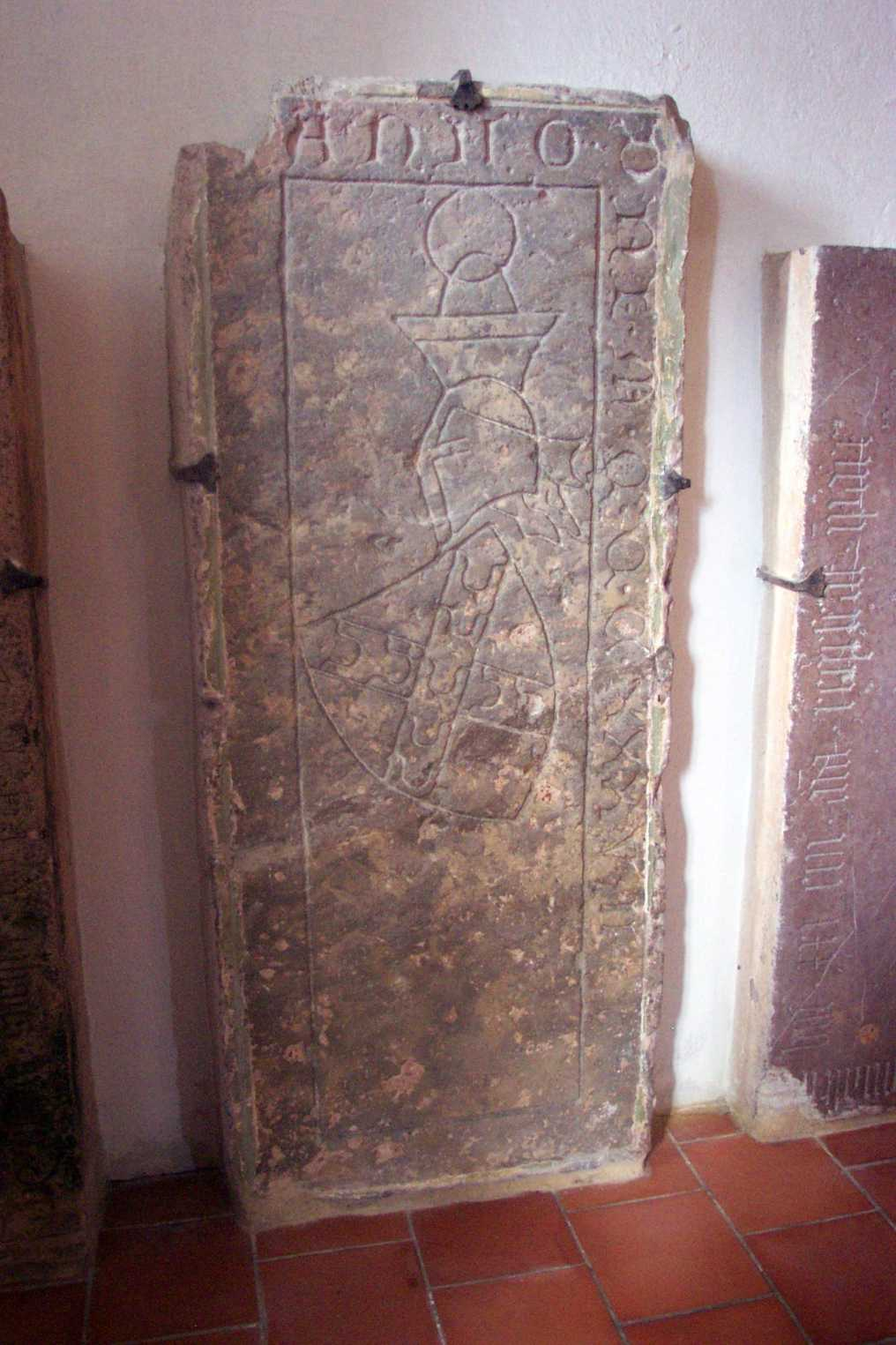
Grabmal des Seyfried Schweppermann in der Klosterkirche Kastl

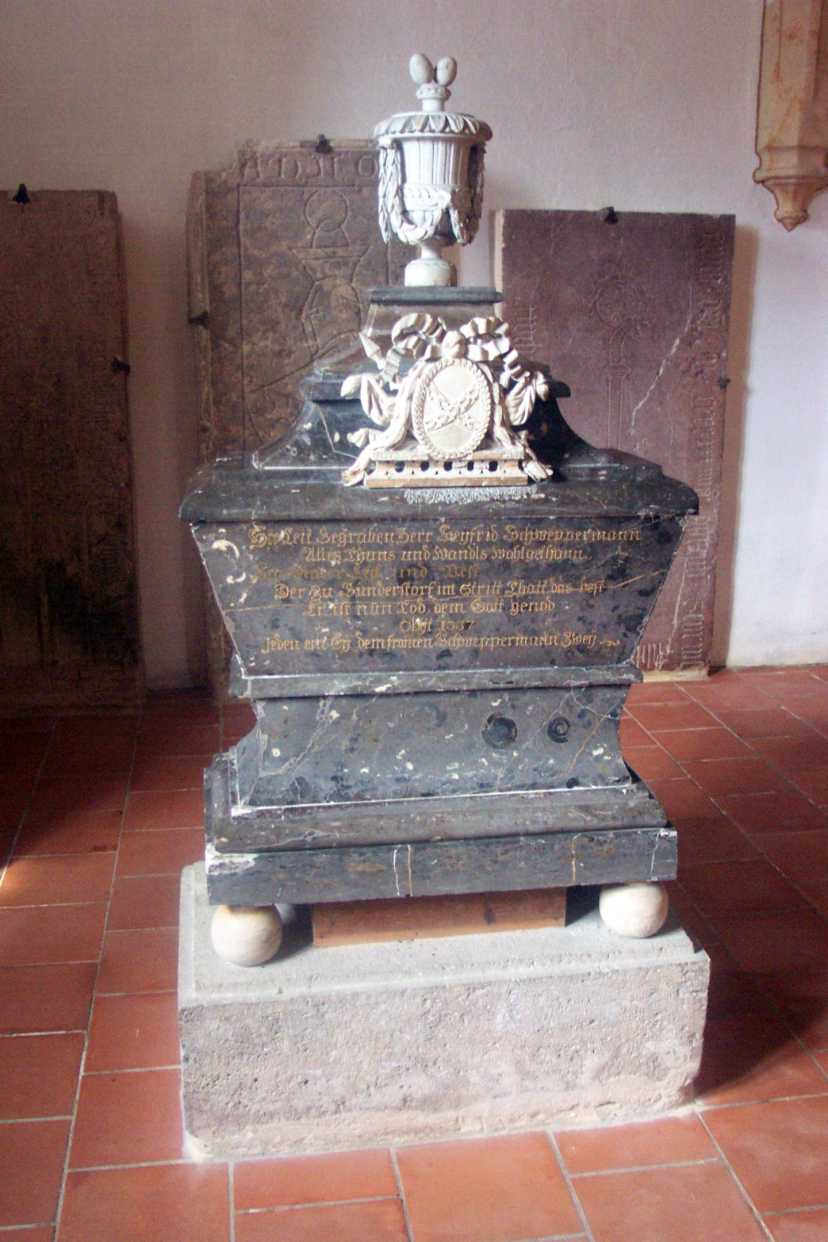
Ehrentumba für Seyfried Schweppermann in der Klosterkirche Kastl

Seyfried Schweppermann (* um 1257 in Hillohe bei Lauterhofen; † 1337 in Deinschwang bei Lauterhofen) war ein Feldhauptmann der Reichsstadt Nürnberg.

## Herkunft und Familie
Seyfried Schweppermann stammte aus der ministerialen Familie der Hullocher, die in Hulloch (heute Hillohe bei Lauterhofen, Geburtsort des Seyfried Schweppermann) ihren Stammsitz hatten. Die Familie lässt sich seit dem Ende des 12. Jahrhunderts nachweisen, starb im 15. Jahrhundert aus und nannte sich üblicherweise nach ihrem Stammsitz „von Hulloch“ oder „Hullocher“. Einige Vertreter dieser Familie hatten als Beinamen den Namen „Schweppermann“ (in verschiedenen Schreibweisen, z. B. „Swepfermann“). Insbesondere die Nachkommen des Seyfried Schweppermann führten diesen Beinamen weiter. Die Herkunft dieses Beinamens ist nicht klar.
Laut einer Angabe in Hanns Eggert Willibald von der Lühe’s Konversationslexikon (1839) war Seyfrieds Schwester mit König Ludwigs Hofmeister Heinrich Radenbach verheiratet, was Seyfrieds Rang im Heer König Ludwigs begünstigt habe.

## Leben
Seyfried Schweppermann nahm an mehreren Schlachten an der Seite des künftigen Kaisers Ludwig des Bayern teil, so 1313 an der Schlacht von Gammelsdorf gegen Friedrich III. den Schönen und erhielt dafür das Pfand an der Burg Grünsberg.
Am 28. September 1322 siegte Ludwig in der Schlacht bei Ampfing, schlachtentscheidend war das rechtzeitige Eintreffen des Burggrafen Friedrich von Nürnberg. Schweppermanns Anteil an diesem Gefecht wird allerdings erst im 15. Jahrhundert, namentlich durch die Chronik des Hans Ebran von Wildenberg, hervorgehoben, der unter anderem den Spott über die in den Steigbügeln zitternden Füße des älteren Ritters schildert. Dennoch soll sich Schweppermann in der Schlacht durch besondere Tapferkeit ausgezeichnet haben. Gemäß einer weiteren, bei Sigismund Meisterlin 1488 überlieferten Anekdote hatten Ludwig und sein Gefolge danach nur einen Korb mit Eiern zur Speise, und er rief aus: „ja potz laus, ietlichem ein ai, dem getrewen Swepferman zwai (zumeist wiedergegeben: Jedem Mann ein Ei, dem braven/frommen Schweppermann zwei).“ Dieser Spruch wurde wohl ebenfalls im 15. Jahrhundert im Wappen und in der Grabinschrift Schweppermanns zu Kastl (in der Kirche der Klosterburg Kastl) in der Oberpfalz wiedergegeben. Laut Johannes Aventinus’ unglaubhaften und unbequellten Erzählung soll Schweppermann, der der Erzählung zufolge scheinbar Hauptstratege der Schlacht war, den Burggrafen Friedrich und König Ludwig das Kommando gegeben haben. Letzteren habe er sogar aufs Schlachtfeld geschickt, wo er verkleidet von Konrad IV. von Baierbrunn und Albrecht Rindsmaul vor König Friedrich geschützt worden sei.
Es ist zu vermuten, dass Schweppermann nur an der Schlacht bei Gammelsdorf teilgenommen hat und deshalb 1315 auch durch Ludwig dem Bayern mit der Burg Grünsberg belehnt wurde. Erst in der zweiten Hälfte des 15. Jahrhunderts fand eine Umdeutung von Gammelsdorf auf Mühldorf statt.
Der spätere Kaiser Ludwig IV. belehnte Schweppermann wegen dessen Tapferkeit mit mehreren Burgen: Kunstein in Schwaben und Deinschwang bei Lauterhofen. Dass die Schweppermannsburg in Pfaffenhofen bei Kastl bereits ein Lehen an Seyfried Schweppermann gewesen sei, ist eine unbelegte Vermutung; sie trägt ihren Namen nach seinen Söhnen Hartung der Schweppermann und Heinrich der Schweppermann und deren Nachkommen, die Teile der Burg als Lehen hatten.
Seyfried Schweppermann war verheiratet mit Katharina Rindsmaul. Er starb 1337 auf Deinschwang. Ursprünglich soll folgender Text des Nürnberger Humanisten Hartmann Schedel bei dem Grabdenkmal in der Klosterkirche Kastl vorhanden gewesen sein:

„Hie ligt begraben Seufrid Swepfermann, Alles wandel an, ein ritter keck und fest, Der zu Gamelsdorff am streit in furt tet das pest. Ist Tod, dem got genad. Anno domini M CCC XXX VII.“

## Nachwirken
Literarisch wurde das bereits redensartlich gewordene Kaiserwort 1863 von Max Eyth in seinem Epos Volkmar verwendet:
Und jeder Mann bekommt ein Ei,

Der brave Schweppermann kriegt zwei.
Dieser Satz befindet sich auch auf einem Relief des Kaiser-Ludwig-Denkmals in München, sowie auch auf einem Schlachtengemälde im Speisesaal von Kloster Zangberg. Theodor Fontane benutzt dieselbe Redensart in seinem Roman Cécile (1887), wo sie im 3. Kapitel von einem Mann verwendet wird, der Eier zum Frühstück bestellt.
Zu Schweppermanns Andenken und als touristische Attraktion wird von der Gemeinde Kastl seit Beginn der 1950er Jahre in lockeren Abständen (seit 1953 alle fünf Jahre) ein „Schweppermannspiel“ aufgeführt.
Die Kaserne der Bundeswehr in Kümmersbruck (Landkreis Amberg-Sulzbach) trägt heute den Namen „Schweppermann-Kaserne“. Das dort stationiert gewesene und 1994 aufgelöste Panzerbataillon 123 führte das Schweppermann’sche Wappen als Verbandsabzeichen.
In Weißenburg in Bayern befindet sich der Schweppermannsbrunnen.
Von Neumarkt in der Oberpfalz führt der 34 Kilometer lange Schweppermann-Radweg über Lauterhofen und Amberg nach Schwarzenfeld im Naabtal.
Im Stadtteil Gärten hinter der Veste im fränkischen Nürnberg ist eine der Hauptverkehrsstraßen nach Seyfried Schweppermann benannt. An ihr grenzen zahlreiche für den Stadtteil charakteristische Gebäude im Jugendstil und prägt damit maßgeblich zusammen mit der dort befindlichen Gastronomie und den kleinen Läden das Wesen der Nürnberger Nordstadt.
Im Stadtteil Berg am Laim der bayerischen Landeshauptstadt München ist die Schweppermannstraße, eine Seitenstraße der Trausnitzstraße, nach Seyfried Schweppermann benannt.

## Verweise